# DSTV
A DSTV Dunaújváros Televízió Dunaújváros nagyobbik televíziója lakossági elérés szempontjából. Dunaújvárosban a teljes lakosságot, illetve a Dunaújvárosi kistérség több települését lefedi.

## Története
A DSTV Dunaújváros Televíziót 2005-ben Varga Richárd helyi vállalkozó alapította, mivel a politikai döntések következtében éppen nem működött helyi televízió. Dunaújvárosban az ország egyik első helyi televíziója működött 20 évig, a lakosság hozzá van szokva a mozgóképes tájékoztatáshoz. 
A DSTV első időkben nagy részben sport műsort szolgáltatott, később bővültek az anyagok helyi és kistérségi anyagokkal, magazinokkal. A DSTV jó kapcsolatot ápol az országos csatornákkal, mint beszállító. 2007 óta kisebb települések televíziózását is elkezdi, 2010-ben pedig a Dunaújvárosi Többcélú Kistérségi Társulással Kistérségi televíziót szervez.
A DSTV alapító stáb tagjai:
Maczkó Márk,
Szárszó Lajos,
Vinczellér Anita,
Németi Ildikó.

## Műsorok
- Híradó
- Sportpercek
- Dunaújvárosi Közéleti Magazin
- ÉLETMÓDi
- Utóirat
- Háttérben
- Borkóstoló
- Élő adás